# Naučná stezka Po stopách války roku 1866
Naučná stezka Po stopách války roku 1866 (Prusko-rakouská válka) byla vybudována v roce 2009 Komitétem pro udržování památek z války roku 1866 a řadou obcí na její trase. Naučná stezka začíná v Mimoni na Českolipsku a má i odbočku.

## Základní údaje
Stezka navazuje na obdobnou naučnou stezku poblíž Jičína. Má 11 zastavení s 10 naučnými panely a 13 pomníky z války v roce 1866. Mimo hlavní trasu od areálu Božího hrobu v Mimoni až do Bosně poblíž hradu Valečov v délce 34 km byla vytvořena odbočka z Mimoně do Osečné v délce 20 km a dále z Osečné do Mnichova Hradiště v délce 28,5 km.
Panely a pomníky na trasách připomínají bitvy u Kuřívod, Českého Dubu a Mnichova Hradiště v červnu 1866. Stezku i s odbočkou vybudoval Komitét pro udržování památek z války roku 1866 s vydatnou pomocí obcí Mimoň, Osečná, Ralsko, Rokytá, Klášter Hradiště nad Jizerou, Mnichovo Hradiště a Boseň.

## Naučná stezka a cyklostezka bitvy 1866 Mimoň-Boseň (jednotlivé panely)
01. Prusko-rakouská válka 1866 –⁠⁠⁠ Mimoň „Boží hrob“
02. Srážka u Kuřívod 26. června  1866 –⁠⁠⁠ Kuřívody kostel
03. Srážka u Kuřívod 26. června  1866 –⁠⁠⁠ Kuřívody centrální pomník
04. Srážka u Kuřívod 26. června  1866 –⁠⁠⁠ Kuřívody les
05. Srážka u Kuřívod 26. června  1866 –⁠⁠⁠ Ševčín
06. Bitva u Mnichova Hradiště 28. června 1866 –⁠⁠⁠ Klášter Hradiště nad Jizerou u potoka
07. Bitva u Mnichova Hradiště 28. června 1866 –⁠⁠⁠ Klášter Hradiště nad Jizerou u kostela
08. Bitva u Mnichova Hradiště 28. června 1866 –⁠⁠⁠ Mnichovo Hradiště zámek
09. Bitva u Mnichova Hradiště 28. června 1866 –⁠⁠⁠ Mnichovo Hradiště kostel
10. Bitva u Mnichova Hradiště 28. června 1866 –⁠⁠⁠ Boseň u hradu